# Waterfalls
"Waterfalls" é uma canção do grupo americano TLC. Foi escrito pela integrante da banda Lisa "Left Eye" Lopes com Marqueze Etheridge e Organized Noize para o segundo álbum do TLC, CrazySexyCool (1994), com produção deste último. A canção foi lançada como o terceiro single do álbum em 29 de maio de 1995 nos Estados Unidos, seguido por um lançamento no Reino Unido em 5 de agosto de 1995.
Muitas vezes considerado canção assinatura do grupo, "Waterfalls" foi um sucesso internacional, no topo das paradas em muitos territórios diferentes. A música passou sete semanas em primeiro lugar na Billboard Hot 100, dando ao grupo seu segundo número um nos EUA. A canção foi a segunda canção do ano na parada de fim de ano de 1995 da Billboard. "Waterfalls" também alcançou o primeiro lugar na Nova Zelândia, na Suíça e na Alemanha, ao mesmo tempo em que ficou entre os dez primeiros lugares em muitos outros países. "Waterfalls" recebeu aclamação da crítica, ganhando duas indicações ao Grammy Awards em 1996 por Record of the Year e Best Pop Performance by a Duo or Group with Vocal.
A música abordou questões do comércio ilegal de drogas, promiscuidade e HIV-AIDS. Jarett E. Nolan, da BMG, observou que "Waterfalls" foi a primeira música número um a fazer referência à AIDS em um de seus versos. O videoclipe que acompanha a música refletia suas letras socialmente conscientes. Com um orçamento de um milhão de dólares, o vídeo era um produto da MTV creditado por dar ao single muito do seu sucesso. Ficou no topo da tabela MTV Video Monitor por mais de um mês, tornando o TLC o primeiro a conseguir esse feito. O vídeo ganhou quatro MTV Video Music Awards em 1995, incluindo os principais prêmios de Video of the Year. O TLC foi o primeiro artista afro-americano a receber o troféu.
No Brasil, a música fez parte da trilha sonora internacional da mini-novela O Fim do Mundo, da Rede Globo.

## Antecedentes
"Waterfalls" é uma música de R&B, escrita por Lisa "Left Eye" Lopes com Marqueze Etheridge e Organized Noize, que também produziu a música. Rozonda "Chilli" Thomas e Tionne "T-Boz" Watkins cantam a música com Lopes, que também faz um rap. Os vocais de fundo são executados pelas membros do TLC, assim como Debra Killings e Cee-Lo Green. Do envolvimento de Green, Watkins observou: "Ele estava na Goodie Mob, nós crescemos juntos, nós voltamos. Ele (cantou na faixa) e foi incrível! Eu amo a voz dele."
As letras da música fazem referência a questões da década de 1990, como a epidemia de HIV-AIDS e a violência associada ao comércio ilegal de drogas. Watkins disse que era importante para o grupo "passar a mensagem sem parecer pregação".
A música TLC compartilha elementos com a música de mesmo nome de Paul McCartney, que abre com a frase "Não vá pular em cachoeiras, por favor, fique no lago". O próprio McCartney observou a semelhança, afirmando que "Na verdade, alguém teve uma batida, alguns anos atrás, usando a primeira linha ... em seguida, vão para fora em outra canção. É tipo, 'O quê?'".

## Videoclipe
O videoclipe foi dirigido por F. Gary Gray e conta com Ella Joyce, Bokeem Woodbine, Shyheim, Paul J. Alessi e Gabrielle Bramford. O TLC teve que forçar Antonio L.A. Reid a obter o orçamento para o videoclipe, que foi filmado na Universal Studios Hollywood de 8 a 9 de junho de 1995.
Como a música em si, o vídeo aborda questões do tráfico de drogas ilegais e HIV-AIDS, duas crises que assolaram a década de 1990. Um jovem (Shyheim) vai contra o conselho de sua mãe de parar de vender drogas e é morto antes de um tráfico de drogas. Em outras cenas, uma mulher em um relacionamento é mostrada convencendo seu parceiro (Alessi) a não usar preservativo. Depois, ele se olha no espelho e vê que tem um sintoma precoce de AIDS visível no rosto, na forma do Sarcoma de Kaposi.. Ele então vê uma pequena moldura na cômoda, mostrando todas as pessoas com quem ela teve relações sexuais anteriormente. O vídeo também intercala cenas de versões líquidas de TLC tocando a música enquanto se levanta em cima de um oceano e se apresenta diante de uma cascata real. No final do vídeo, o jovem envolvido com gangues de drogas aparece em forma de fantasma. Ele tenta abraçar sua mãe enquanto ela está andando pelas ruas, toda vez que ele tenta abraçá-la ela passa por ele. O quarto do casal mostra o rosto do homem desvanecido da imagem com a mulher sentada sozinha na cama, ela também desaparece, pois ambos morreram de AIDS.
O vídeo ganhou quatro prêmios no MTV Video Music Awards de 1995: Video of the Year, Best Group Video, Best R&B Video, e o Viewer's Choice Award. Watkins afirmou em retrospecto que o "vídeo falou por toda uma epidemia".

## Performances ao vivo
A música foi apresentada em vários shows de premiação, incluindo o MTV Video Music Awards de 1995 e o Grammy Awards de 1996. O grupo realizou "Waterfalls" no MTV Movie Awards de 1995 usando tops pretos e calças prateadas. A performance "foi teatral e manteve-se fiel à história lírica". Elas também tocaram a música no 20º aniversário da MTV em 1 de agosto de 2001, tornando a performance final do Left Eye com o grupo antes de sua morte. Em setembro de 1995, o TLC cantou "Waterfalls" em um medley com " Creep " e " Diggin 'on You " no programa de TV britânico Top of the Pops, exibido pela BBC One no Reino Unido.
Os membros remanescentes T-Boz e Chilli cantaram a música junto com Alicia Keys, juntamente com outros grupos femininos, En Vogue e SWV, no BET Awards de 2008 . Thomas e Watkins apareceram no Good Morning America em 15 de outubro de 2013, para realizar a música durante a promoção dos maiores sucessos 20 e do filme biográfico CrazySexyCool: the TLC Story do VH1.
Em 24 de novembro de 2013, o TLC se apresentou no American Music Awards de 2013  com o convidado especial Lil Mama, que cantou o rap de Left Eye em homenagem a ela.

## Recepção crítica
"Waterfalls" recebeu aclamação da crítica de críticos de música. A Entertainment Weekly descreveu a canção como uma "balada inspirada no Prince" que "sugere a grandeza artística que o TLC poderia alcançar se estivesse livre de preocupações comerciais". Nigel Butler do Sputnikmusic comparou a música a artistas estimados como Sly and the Family Stone, Ray Charles e Stevie Wonder. Butler escreveu: "O arranjo e instrumentação são absolutamente fantásticos - se um monte de grandes melodias teve uma orgia, o resultado seria algo um pouco parecido com isso - e as letras são as melhores em um álbum que mantém um padrão incrivelmente alto de composição. -Eye também deixa o melhor rap do álbum nessa faixa."
A música foi indicada para dois Grammys no Grammy Awards em 1996 por Record of the Year e Best Pop Performance by a Duo or Group with Vocal. Ele também foi classificado no número 13 na lista 100 Maiores Canções dos últimos 25 anos e no número 8 na 100 Maiores Canções dos anos 1990 pelo VH1. Em 2010, a Billboard premiou a canção como a melhor posição das canções de verão em 1995.
Billboard nomeou a música # 10 em sua lista de 100 músicas de Girl Group de todos os tempos.

## Legado
Jeff Benjamin, da Fuse, escreveu que a faixa era "muito mais do que apenas mais um hit pop: a faixa contava uma história preventiva de HIV e AIDS, e seu vídeo mostrava um homem que não usava camisinha com a namorada e depois observava seu corpo degenerar-se no espelho". Stephen Thomas Erlewine do AllMusic, escreveu que "Waterfalls" com seus chifres suavemente insistente e linhas de guitarra e coro instantaneamente memorável, ... classifica como um dos clássicos do R&B dos anos 90." Butler do sputnikmusic afirmou que "qualquer lista dos melhores singles dos anos 90 que não a inclua no top 15 - pelo menos - está entre as piores listas já escritas."
Thomas e Watkins regravaram "Waterfalls" com a cantora japonesa de pop e R&B Namie Amuro em 2013 para o vigésimo aniversário da música. A música chegou ao número 12 na parada Hot 100 do Japão. Nesse mesmo ano, a música foi referenciada no filme We're the Millers, enquanto Will Poulter faz o rap de Lopes. A música também aparece nos créditos finais do filme. Em 2015, a série de comédia de terror Scream Queens apresentou a música no piloto e é referenciada inúmeras vezes em outros episódios.

## Prêmios
| Ano  | Nomeação                | Categoria                                          | Resultado |
| ---- | ----------------------- | -------------------------------------------------- | --------- |
| 1995 | MTV Europe Music Award  | Best Song                                          | Indicado  |
| 1995 | MTV Video Music Award   | Video of the Year                                  | Venceu    |
| 1995 | MTV Video Music Award   | Best Group Video                                   | Venceu    |
| 1995 | MTV Video Music Award   | Best R&B Video                                     | Venceu    |
| 1995 | MTV Video Music Award   | Best Direction                                     | Indicado  |
| 1995 | MTV Video Music Award   | Best Visual Effects                                | Indicado  |
| 1995 | MTV Video Music Award   | Best Art Direction                                 | Indicado  |
| 1995 | MTV Video Music Award   | Best Editing                                       | Indicado  |
| 1995 | MTV Video Music Award   | Best Cinematography                                | Indicado  |
| 1995 | MTV Video Music Award   | Viewer's Choice                                    | Venceu    |
| 1995 | MTV Video Music Award   | Breakthrough Video                                 | Venceu    |
| 1996 | Grammy Awards           | Record of the Year                                 | Indicado  |
| 1996 | Grammy Awards           | Best Pop Performance by a Duo or Group with Vocals | Indicado  |
| 1996 | Soul Train Music Awards | Best Song of the Year                              | Indicado  |
| 1996 | Soul Train Music Awards | Best Video of the Year                             | Venceu    |
| 1996 | Soul Train Music Awards | Best R&B/Soul Single – Group, Band or Duo          | Venceu    |

## Faixas
Cd Single (Versão Internacional)
1. "Waterfalls" (Single Version) - 4:18
2. "Waterfalls" (ONP Remix) - 4:36
3. "Waterfalls" (DARP Remix) - 4:28
4. "Waterfalls" (Instrumental) - 4:39

CD Single (Relançamento 2001)
1. "Waterfalls" (Single Edit) - 4:18
2. "Waterfalls" (DARP Remix) - 4:28
3. "Waterfalls" (Instrumental) - 4:42
4. "Waterfalls" (ONP Remix) - 4:35
5. "Waterfalls" (ONP Instrumental) - 4:37
6. "Waterfalls" (Album Version) - 4:39

## Desepenho
| Chart (1995–96)                                | Maior posição |
| ---------------------------------------------- | ------------- |
| O campo songid é OBRIGATÓRIO PARA PARADA ALEMÃ | 5             |
| Austrália (ARIA)                               | 4             |
| Áustria (Ö3 Austria Top 75)                    | 3             |
| Bélgica (Ultratop 50 de Flandres)              | 25            |
| Bélgica (Ultratop 50 da Valônia)               | 23            |
| Canadá (RPM)                                   | 16            |
| Canadá (RPM Canada Dance )                     | 4             |
| Canadá (RPM Singles Top)                       | 9             |
| Dinamarca (IFPI)                               | 3             |
| Escócia (Scottish Singles Chart)               | 12            |
| Estados Unidos (Billboard Adult Contemporary)  | 24            |
| Estados Unidos (Billboard Adult Top 40)        | 24            |
| Estados Unidos (Billboard Hot 100)             | 1             |
| Estados Unidos (Billboard R&B/Hip-Hop Songs)   | 4             |
| Estados Unidos (Billboard Mainstream Top 40)   | 2             |
| Estados Unidos (Billboard Rhythmic)            | 1             |
| Europa (European Hot 100 Singles)              | 6             |
| França (SNEP)                                  | 20            |
| Israel (Íslenski Listinn Topp 40)              | 7             |
| Irlanda (IRMA)                                 | 4             |
| Noruega (VG-lista)                             | 2             |
| Nova Zelândia (Recorded Music NZ)              | 1             |
| Países Baixos (Dutch Top 40)                   | 5             |
| Países Baixos (Single Top 100)                 | 5             |
| Reino Unido (UK Singles Chart)                 | 4             |
| Reino Unido (OCC UK R&B)                       | 1             |
| Suécia (Sverigetopplistan)                     | 7             |
| Suíça (Schweizer Hitparade)                    | 1             |

| Chart (1995)                          | Posição |
| ------------------------------------- | ------- |
| Austrália (ARIA)                      | 16      |
| Canadá (RPM)                          | 79      |
| Canadá (RPM Canada Dance)             | 49      |
| EUA (Billboard Hot 100)               | 2       |
| EUA (Billboard Hot R&B/Hip-Hop Songs) | 16      |
| França (French Singles Chart)         | 86      |
| Nova Zelândia (Recorded Music NZ)     | 2       |
| Países Baixos (Dutch Top 40)          | 27      |
| Reino Unido (UK Singles Chart)        | 29      |
| Suíça (Swiss Singles Chart)           | 26      |
| Chart (1996)                          | Posição |
| Austrália (ARIA)                      | 63      |

| Chart (1990–1999)       | Posição |
| ----------------------- | ------- |
| EUA (Billboard Hot 100) | 19      |

## Vendas e certificações
| Região | Certificação | Vendas    |
| --- | ------------ | --------- |
| Alemanha (BVMI) | Ouro         | 250,000^  |
| Austrália (ARIA) | Platina      | 70,000^   |
| Estados Unidos (RIAA) | Platina      | 1,200,000 |
| Noruega (IFPI Noruega) | Platina      | 10,000*   |
| Nova Zelândia (RMNZ) | Platina      | 15,000*   |
| Reino Unido (BPI) | Ouro         | 250,000‡  |
| *números de vendas baseados somente na certificação ^distribuições baseadas apenas na certificação ‡vendas+valores de streaming baseados somente na certificação |              |           |